# Гено Чолаков
Гено Атанасов Чолаков е изявен български търговец, революционер.

## Биография
Роден е на 21 септември 1834 г. в град Русе, получава от баща си Атанас Добрев начално образование. 14-годишен отива в Силистра при вуйчо си Ради Тодоров да учи търговия (1847). В 1853 година се връща в Русе и завършва трети клас. След това се занимава с търговия и производство. Работи с търговска къща „Братя Аврамови“ от Търново. През 1856 г. отново отива в Силистра, където се и оженва. Занимава се с търговия. След Хатихумаюна от 1856 г. започва да се застъпва за църковното дело и оглавява движението против гръцкия митрополит Дионисий. В резултат на това през 1861 г. е заточен в Мала Азия. От 16 август 1866 г. е секретар на втората българска община в Силистра.
През 1867 г. Раковски създал по крайдунавските градове агентства за разпространение на комитетска кореспонденция и за връзка между емигрантите и вътрешността. Начело на агентството в Силистра бил Гено Чолаков. През същата година той превежда и Левски през Силистра и Ветрен, за да отиде в мушията на Н. Балкански в с. Циганка, където се сформирала четата на Панайот Хитов. В силистренския алманах на Никола Макариополски, издаден през 1899 г. в печатницата на Димитър Иванов, се съобщава, че Левски се среща с известния силистренски възрожденски деец Гено Чолаков в гр. Варна. По негова покана Апостола пребивава четири дни в гр. Силистра /на къщата на Гено Чолаков има паметна плоча за събитието/ и е нает като учител и певец в местната църква. В своите спомени внукът на Гено Чолаков – Александър Христов, разказва за тайник в къщата на този възрожденец, в който Левски се укривал от преследването на турците. През 1872 г. е делегат от Силистра при избора на Григорий Доростоло-Червенски за митрополит.
Гено Чолаков е бил в тесни връзки с Хаджи Димитър, Стефан Караджа и особено с Филип Тотю. Във връзка с тази си дейност Гено Чолаков занемарил своите търговски работи и през 1874 г. обявява официално фалит. От 14 януари 1873 г. до 3 април 1874 г. е секретар на смесения казалийски съвет на Доростолска епархия, който се намира в Тулча. От 14 януари 1874 г. е в привременния смесен казалийски съвет, а от 6 април 1874 до 1877 г. е член постоянния смесен казалийски съвет в Силистра. На 6 февруари 1874 г. става член и на Градския управителен съвет на града (идаре-меджлиса). Член на революционния комитет, основан от Тодор Пеев. През 1876 г. Гено Чолаков подготвил момчета за предстоящото въстание, като поел и материалната им издръжка.
Той е дарител за основаването на българска църква и училище в Силистра, подпомага отварянето на първото девическо училище в града (1870) и отваря първата книжарница. Създава първото театрално дружество в града. Основава силистренската червенокръстна организация. В началото на 1877 г. Гено Чолаков е заточен в гр. Балък Кесир в Мала Азия. Освободен е след подписването на Сан–Стефанския мирен договор.
След Освобождението е избран за председател на Силистренския окръжен съд (10 февруари 1878 – 19 октомври 1879). Като такъв участва „по право“ в Учредителното събрание в Търново през 1879 г. Народен представител и в 1 велико народно събрание.
Гено Чолаков е кмет на Силистра от 19 октомври 1879 до 1880 и от 1882 до октомври 1884 г. Подкрепя русофилските Офицерски бунтове, за което е интерниран и осъден впоследствие на 1 година затвор. Излежава присъдата си и след това е освободен.
По предложение на Гено Чолаков за ежегоден празник на Силистра е определена датата 10 февруари – Освобождението на Силистра от османско иго (От 1992 г за празник на града е определена датата 14 септември – Кръстовден). Кореспондент на в. „Цариградски вестник“, в. „България“ (1859 – 1863), в. „Время“ (1866), в. „Турция“, в. „Македония“ (1869), в. „Право“ (1872).
Починал на 1 октомври 1904 г. в Силистра.

## Памет
Има издигнат паметник в Силистра и пак там улица на негово име.